# Ardenode (Alberta)
Ardenode est un hameau situé dans la province d'Alberta, dans le centre-sud.